# ZARD BLEND ~SUN&STONE~
《ZARD BLEND ~SUN&STONE~》는 일본의 밴드 ZARD의 첫 번째 셀렉션 음반으로, 1997년 4월 23일 발매되었다. (CD: JBCJ-1013) 당시 ZARD의 세컨드 엔지니어인 요시다 유지 (吉田悠二)는 발매전을 다음과 같이 회상하고 있다. 그는 사카이가 "베스트 음반은 안냅니다! 베스트 음반을 내는 순간 아티스트 생명이 끝나버리니까."라고 버릇처럼 말했다고 한다. 하지만 많은 유명 아티스트들이 베스트 음반을 발표하는 추세가 생겼고, 그녀도 이에 편승해 결국 승락한 것으로 추측했다. (단, 이 음반은 베스트 음반으로 분류하지 않고 셀렉션 음반으로 분류되고 있다.) 음반에 수록된 곡들은 기존에 발표되었던 노래를 전곡 새로 믹싱하였고, 그 작업에 마이클 브라우어를 포함한 2명의 해외 엔지니어를 초청했다. 브라우어의 초청은 사카이 개인의 희망에 따른 것이다. 데뷔곡 〈Good-bye My Loneliness〉는 이 과정에서 재녹음되었다.

## 수록곡
| #            | 제목                                                                                 | 작사          | 작곡                  | 편곡                            | 재생 시간 |
| ------------ | ------------------------------------------------------------------------------------ | ------------- | --------------------- | ------------------------------- | --------- |
| 1.           | 〈〈너를 만나고 싶어지면...〉〉 (君に逢いたくなったら… 키미니아이타쿠낫타라[*])      | 사카이 이즈미 | 오다 테츠로           | 하야마 타케시                   | 3:49      |
| 2.           | 〈〈흔들리는 마음〉〉 (揺れる想い 유레루오모이[*])                                   | 사카이 이즈미 | 오다 테츠로           | 아카시 마사오                   | 4:28      |
| 3.           | 〈〈그대가 없어요〉〉 (君がいない 키미가이나이[*])                                   | 사카이 이즈미 | 쿠리바야시 세이이치로 | 아카시 마사오                   | 3:59      |
| 4.           | 〈〈마음을 열고〉〉 (心を開いて 코코로오히라이테[*])                                 | 사카이 이즈미 | 오다 테츠로           | 이케다 다이스케                 | 4:08      |
| 5.           | 〈〈Good-bye My Loneliness〉〉                                                       | 사카이 이즈미 | 오다 테츠로           | 아카시 마사오                   | 4:41      |
| 6.           | 〈〈IN MY ARMS TONIGHT〉〉                                                           | 사카이 이즈미 | 하루하타 미치야       | 아카시 마사오                   | 4:19      |
| 7.           | 〈〈그 미소를 잊지 말아요〉〉 (あの微笑みを忘れないで 아노호호에미오와스레나이데[*]) | 사카이 이즈미 | 카와시마 다리아       | 아카시 마사오                   | 4:27      |
| 8.           | 〈〈Oh my love〉〉                                                                   | 사카이 이즈미 | 오다 테츠로           | 아카시 마사오                   | 4:33      |
| 9.           | 〈〈내년 여름도〉〉 (来年の夏も 라이넨노나츠모[*])                                   | 사카이 이즈미 | 쿠리바야시 세이이치로 | 아카시 마사오                   | 4:33      |
| 10.          | 〈〈하이힐을 벗어 던지고〉〉 (ハイヒール脱ぎ捨てて 하이히루누기스테테[*])            | 사카이 이즈미 | 쿠리바야시 세이이치로 | 아카시 마사오                   | 5:22      |
| 11.          | 〈〈Don't you see!〉〉                                                               | 사카이 이즈미 | 쿠리바야시 세이이치로 | 하야마 타케시                   | 5:01      |
| 12.          | 〈〈잠 못드는 밤을 안고〉〉 (眠れない夜を抱いて 네무레나이요루오다이테[*])           | 사카이 이즈미 | 오다 테츠로           | 아카시 마사오 / 이케다 다이스케 | 4:28      |
| 13.          | 〈〈이렇게 사랑하는데도 ~Hold Me~〉〉 (こんなに愛しても 콘나니아이시테모[*])         | 사카이 이즈미 | 쿠리바야시 세이이치로 | 아카시 마사오                   | 4:53      |
| 총 재생 시간 | 총 재생 시간                                                                         | 총 재생 시간  | 총 재생 시간          | 총 재생 시간                    | 58:41     |